# Kalani Kama Keeaumoku-nui
Kalani Kama Keeaumoku-nui je bio havajski plemić, djed kralja Kamehamehe I. Velikog.
Bio je plemić najvišeg ranga. 
Njegovi su roditelji, Keaweikekahialiʻiokamoku i Kalanikauleleiaiwi, bili brat i sestra. 
Bio je mlađi polubrat Kalaninuiamamaa, s kojim se borio nakon smrti svoga oca.
Oženio je Kamakaimoku, suprugu svog brata, te je bio otac Keoue.
Njegova je druga žena bila Kailakanoa, s kojom je imao dva sina – Kanekou i Kahaija.